# الدوري السويدي الدرجة الثانية 1948–49
الدوري السويدي الدرجة الثانية 1948–49 (بالسويدية: Division II i fotboll 1948/1949) هو موسم من الدوري السويدي الدرجة الثانية. فاز فيه نادي يورغوردينس.